# Urueñas
Urueñas település Spanyolországban, Segovia tartományban. Urueñas Castroserracín, Navares de las Cuevas, Navares de Enmedio, Navares de Ayuso, Aldeonte, Sepúlveda és Valle de Tabladillo községekkel határos. Lakosainak száma 98 fő (2024).

## Népesség
A település népessége az elmúlt években az alábbi módon változott:
| Lakosok száma | 119  | 118  | 119  | 109  | 112  | 100  | 111  | 106  | 104  | 98   |
|               | 2001 | 2004 | 2007 | 2009 | 2012 | 2014 | 2017 | 2019 | 2022 | 2024 |